# Hope There's Someone
Hope There's Someone is een nummer van Antony and the Johnsons, uitgebracht in 2005 op Rough Trade via Secretly Canadian Records. Het lied is de eerste single van het tweede studialbum van Antony and the Johnsons: I Am a Bird Now. In Oktober 2011, plaatste NME het lied op nummer 134 van zijn lijst met "150 beste nummers van de laatste 15 jaar".

## Track Listing
Alle muziek en teksten zijn geschreven door Antony Hegarty. 
| Nr. | Titel                        | Duur |
| --- | ---------------------------- | ---- |
| 1.  | Hope There's Someone         | 4:24 |
| 2.  | Frankenstein                 | 5:10 |
| 3.  | Just One Star                | 1:34 |
| 4.  | Hope There's Someone (Video) | 4:24 |